# 1847 en arts plastiques
| Années des arts plastiques : 1844 - 1845 - 1846 - 1847 - 1848 - 1849 - 1850    |
| Décennies des arts plastiques : 1810 - 1820 - 1830 - 1840 - 1850 - 1860 - 1870 |

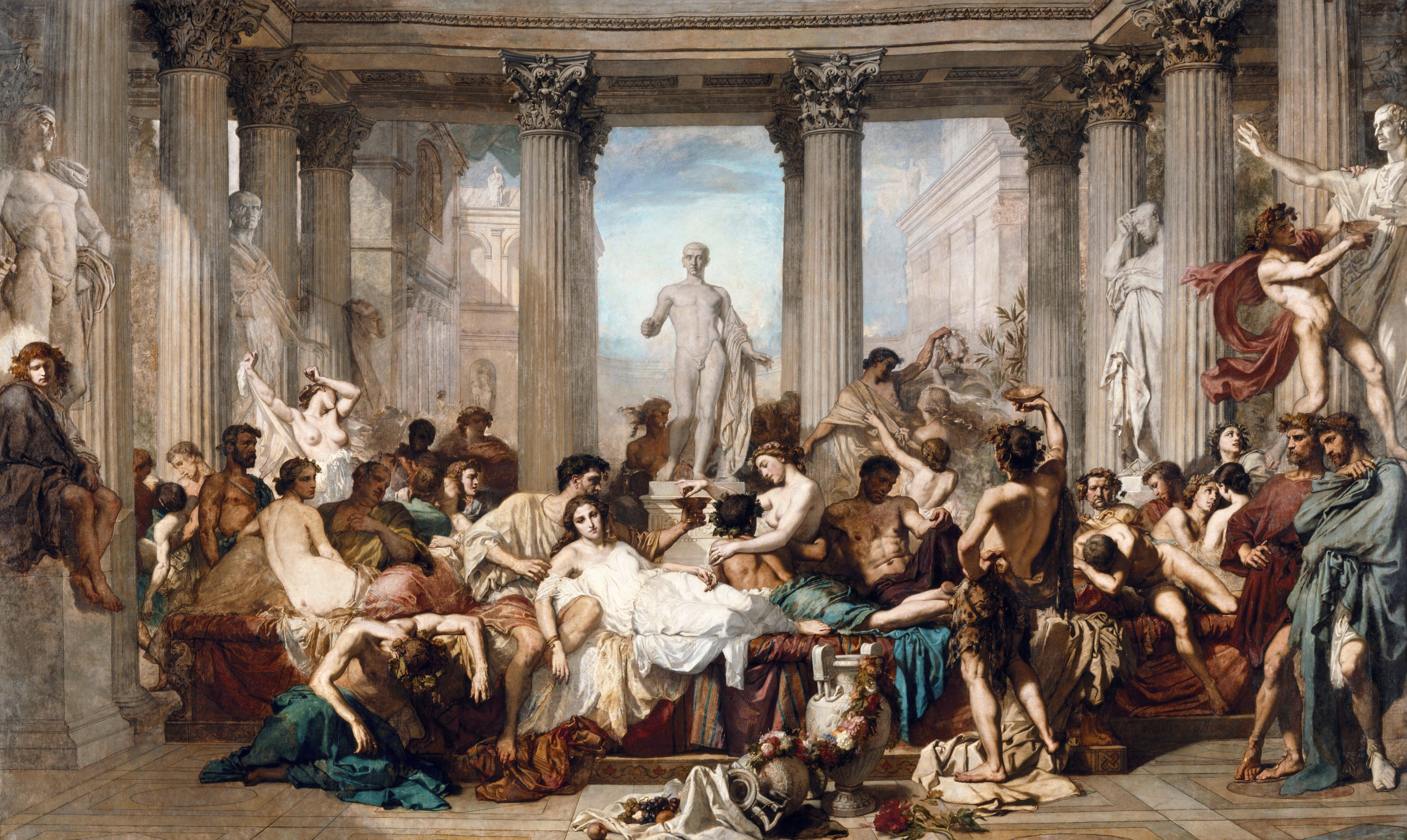
Les Romains de la décadence, toile de Thomas Couture.

Cette page concerne l'année 1847 en arts plastiques.

## Naissances
- 1er janvier : Flavien-Louis Peslin, peintre français († 9 mars 1905),
- 17 janvier : Eugène Quignolot, peintre, dessinateur, graveur, illustrateur et professeur français († 20 septembre 1921),
- 20 janvier : Lazar Meyer, peintre français († 28 janvier 1935),
- 11 février : Eugène Charvot, peintre français († 8 février 1924),
- 13 février : Victor Gilbert, peintre français († 21 juillet 1933),
- 20 février : Pierre Emmanuel Eugène Damoye, peintre français de l'École de Barbizon († 23 janvier 1916),
- 25 février : Noguchi Shohin, peintre japonaise († 17 février 1917),
- 5 mars : Édouard John Ravel,  peintre, graveur et illustrateur suisse († 8 mars 1920),
- 6 mars : Federico Andreotti, peintre italien († 1930),
- 23 mars : Théodore Roussel, peintre et graveur britannique d'origine française († 23 avril 1926),
- 2 avril : Édouard Adam, peintre français († 10 février 1929),
- 6 avril :
  - Charles Diéterle, peintre français († 31 mars 1933),
  - Gustave Jeanneret, peintre suisse († 13 septembre 1927),
- 9 avril : Louis Gaidan, peintre français († 2 avril 1925),
- 4 mai : Alfred Wilhelm Strohl, mécène, écrivain, peintre, sculpteur et musicien amateur français naturalisé italien († 19 février 1927),
- 23 mai : Louis Le Poittevin, peintre français († 3 avril 1909),
- 3 juin : Cesare Mauro Trebbi, peintre et lithographe italien († 16 avril 1931),
- 8 juin : Robert Russ, peintre paysagiste autrichien († 16 mars 1922),
- 24 juin : Joseph-Noël Sylvestre, peintre français († 29 octobre 1926),
- 27 juin : Charles de Condamy, peintre et aquarelliste français († 3 mars 1913),
- 9 juillet : Félix Buhot, peintre, graveur et illustrateur français († 26 avril 1898),
- 11 juillet : Louis Bideault, peintre et lithographe français († 18 février 1928),
- 13 juillet : Edmond Louis Dupain, peintre français († 10 août 1933),
- 14 juillet : Gustav Eberlein, sculpteur, peintre, illustrateur et écrivain allemand († 5 février 1926),
- 20 juillet : Max Liebermann, peintre et graveur allemand († 8 février 1935),
- 27 août :
  - Caspar Augustin Geiger, peintre allemand († 12 novembre 1927),
  - Édouard Jeanmaire, peintre suisse († 13 avril 1916),
- 31 août : Edoardo Matania, peintre et illustrateur italien  († 17 décembre 1929),
- 20 octobre :
  - Hippolyte Marius Galy, sculpteur et peintre français († 24 mars 1929),
  - Frits Thaulow, peintre et graveur impressionniste norvégien († 5 novembre 1906),
- 1er novembre : Alcide Théophile Robaudi, peintre et illustrateur français († 13 mars 1928),
- 8 novembre : Maurice Courant, peintre français († 21 décembre 1924),
- 15 novembre : Gaston Roullet, peintre et illustrateur français († 2 décembre 1925),
- 1er décembre : Antonín Chittussi, peintre austro-hongrois († 1er mai 1891),
- 10 décembre : Andrea Landini, peintre italien († 1935),
- 25 décembre : Victor Vignon, peintre paysagiste et graveur français († 15 mars 1909).

## Décès
- 14 janvier : Benjamin Roubaud, peintre, lithographe et caricaturiste français (° 1811),
- 2 mars : Jean-Louis Ducis, peintre français (° 14 juillet 1775),
- 17 mars : Grandville, illustrateur et dessinateur satirique français pour des journaux tels que La Caricature et Le Charivari (° 3 décembre 1803),
- 26 mars : Jacques-Louis Bance, dessinateur, graveur, éditeur et marchand d'estampes français (° 17 avril 1761),
- 23 mai : Daniel Saint, peintre miniaturiste français (° 12 janvier 1778),
- 9 juin : Johann Christian Reinhart, peintre et graveur allemand (° 24 janvier 1761),
- 24 juillet : Antoine Louis François Sergent dit Sergent-Marceau, peintre, graveur et aquatintiste français (° 9 octobre 1751),
- 11 septembre : Giuseppe Canella, peintre italien (° 28 juillet 1788),
- 5 octobre : Henry Howard, peintre britannique (° 31 janvier 1769),
- 16 décembre : Alexeï Venetsianov, peintre de scènes de genre russe (° 18 février 1780),
- ? :
  - Amelia Curran, peintre irlandaise (° 1775),
  - Étienne Jourdan, dramaturge, graveur et chansonnier français (° ?),
  - Joseph Roques, peintre français (° 4 août 1757).